# آمازون چین
آمازون چین (انگلیسی: Amazon China) شرکت تجارت الکترونیک چینی است، که در سال ۲۰۰۴ توسط شرکت آمازون تأسیس شد.